# Alexandre Zaïtsev (chimiste)
Pour les articles homonymes, voir Zaïtsev et Alexandre Zaïtsev.
Alexandre Mikhaïlovitch Zaïtsev (en russe : Александр Михайлович Зайцев ; historiquement transcrit à l'allemande : Alexander Saytzeff), né le 20 juin 1841 (2 juillet dans le calendrier grégorien) à Kazan et mort le 19 août 1910 (1er septembre dans le calendrier grégorien) dans la même ville, est un chimiste organicien russe, principalement connu pour avoir synthétisé les premiers sulfoxydes et édicté la règle de Zaïtsev sur les réactions d'élimination.
Né dans une famille de commerçants, Zaïtsev découvre la chimie en marge d'études d'économie à l'université de Kazan. Décidant de s'y consacrer pleinement, il part étudier en Europe auprès d'Hermann Kolbe et Charles Adolphe Wurtz, avant de poursuivre son parcours à Kazan sous la direction d'Alexandre Boutlerov. Malgré son inimitié avec un autre disciple de ce dernier, Vladimir Markovnikov, il obtient le titre de professeur et succède à Boutlerov à la chaire de chimie de l'université, où il enseigne jusqu'à sa mort. Ses recherches concernent principalement la chimie du soufre, avec la découverte des sulfoxydes et des sels de sulfonium, et la synthèse d'alcools tertiaires par l'action de dialkylzincs ; son nom reste toutefois surtout associé à la règle de Zaïtsev sur l'élimination, qu'il est le premier à formuler en 1875.

## Biographie

### Jeunesse et formation (1841-1866)
Alexandre Mikhaïlovitch Zaïtsev naît le 20 juin 1841 (2 juillet dans le calendrier grégorien) à Kazan, ville d'échanges marchands entre l'Empire russe et l'Orient dans laquelle sa famille est implantée depuis l'époque d'Ivan le Terrible. Il est le deuxième des trois fils de Natalia Vassilievna Liapounova — sœur de l'astronome Mikhaïl Vassiliévitch Liapounov, par la suite professeur à l'université de Kazan — et de Mikhaïl Savvitch Zaïtsev, négociant en thé et en sucre, qui a deux autres fils d'un premier mariage. Très tôt, le jeune Alexandre est destiné à une carrière marchande dans le sillage de son père, mais Mikhaïl Liapounov convainc ce dernier de le laisser entrer dans l'enseignement supérieur : c'est ainsi qu'après un passage au gymnasium, dont il sort diplômé en 1858, il intègre la Faculté de droit et d'économie de l'université de Kazan en tant que « caméraliste » (étudiant en fonction publique). C'est à cette époque que son oncle lui enseigne lui-même le latin, alors requis pour l'examen d'admission de la Faculté. Une fois admis, les caméralistes doivent suivre, entre autres, des cours de chimie pendant deux ans. C'est ainsi qu'Alexandre Zaïtsev rencontre Alexandre Boutlerov, l'un des plus grands spécialistes en chimie organique de son temps, et se prend de passion pour les sciences chimiques.

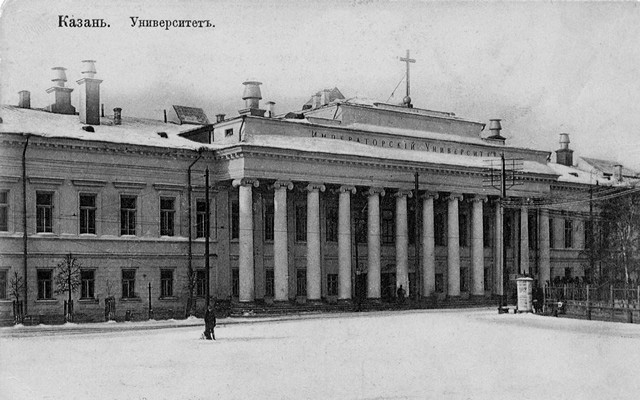
L'université de Kazan en 1853.

En 1862, Zaïtsev obtient son diplom d'économie. Son père étant mort peu de temps auparavant, entraînant la vente de l'entreprise familiale, il reçoit un héritage suffisant pour partir étudier la chimie en Europe. Cette décision est atypique pour l'époque : la tradition académique de l'Empire russe veut plutôt que les jeunes diplômés restent en Russie pour rédiger une thèse et décrocher le diplôme de candidat ès sciences, qui conditionne l'accès à un emploi salarié d'assistant de laboratoire — c'est à ce stade seulement qu'ils peuvent poursuivre leurs études à l'étranger pendant deux ou trois ans, avant de revenir soutenir une nouvelle thèse pour obtenir le grade de docteur. En rupture avec ces usages, Zaïtsev rejoint avec son frère Constantin (né en 1840) le laboratoire d'Hermann Kolbe à Marbourg. Après y avoir passé un an, il soumet à l'université de Kazan une thèse de candidature présentant la théorie de Kolbe sur les structures chimiques, qui a notamment permis au chimiste allemand de prédire l'existence des alcools tertiaires. Le principal examinateur assigné à la thèse n'est autre que son ancien professeur Alexandre Boutlerov, l'un des spécialistes du domaine, qui se trouve également être un ardent opposant à la théorie de Kolbe,. Le document, jugé mal écrit et sans innovation (Boutlerov allant jusqu'à le qualifier de « médiocre traduction de l'allemand »), est déclaré indigne du grade de candidat : Zaïtsev est recalé.
Malgré cette déconvenue, il poursuit ses études à Marbourg, où il se familiarise avec la chimie des composés soufrés : il y fait sa première découverte notable, celle des sulfoxydes, dans le cadre de travaux sur l'oxydation des sulfures organiques par l'acide nitrique. En août 1864, il part pour Paris, où il étudie les réactions des dérivés d'acides carboxyliques sous la direction de Charles Adolphe Wurtz. De retour à Marbourg en avril 1865, il effectue un dernier semestre auprès de Kolbe avant que ce dernier n'accepte la chaire de chimie de l'université de Leipzig : ne pouvant le suivre par manque de fonds, Zaïtsev regagne la Russie. Il s'empresse d'offrir ses services d'assistant de laboratoire bénévole à Alexandre Boutlerov, qui est très vite impressionné par ses qualités de chimiste : sur son incitation, le jeune homme utilise les travaux effectués durant son séjour parisien pour rédiger une nouvelle thèse, Sur l'acide diamidosalicylique, avec laquelle il décroche cette fois-ci son diplôme de candidat. Soutenu par Boutlerov, il obtient en 1866 un poste d'assistant de laboratoire en agronomie, avant de se voir confier la direction des laboratoires de chimie agronomique de l'université.

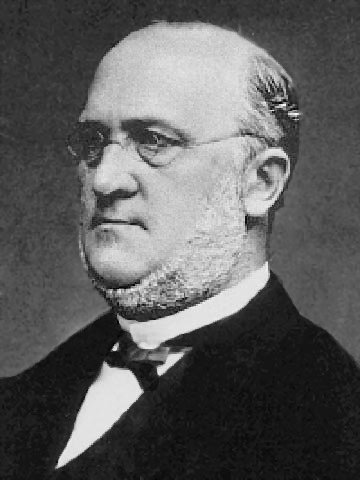
Hermann Kolbe (1818-1884).
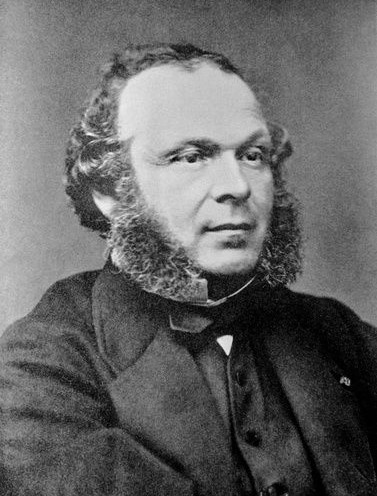
Charles Adolphe Wurtz (1817-1884).
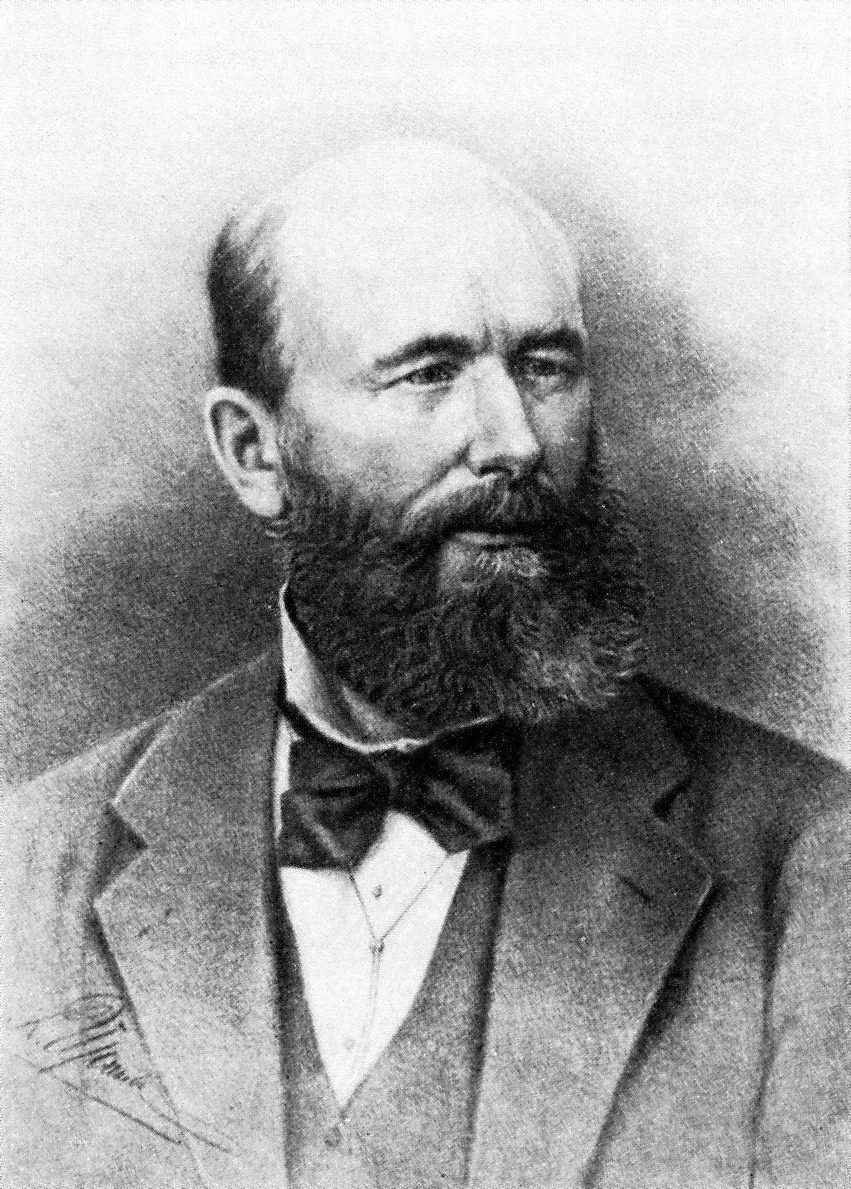
Alexandre Boutlerov (1828-1886).

### Ascension universitaire (1867-1871)

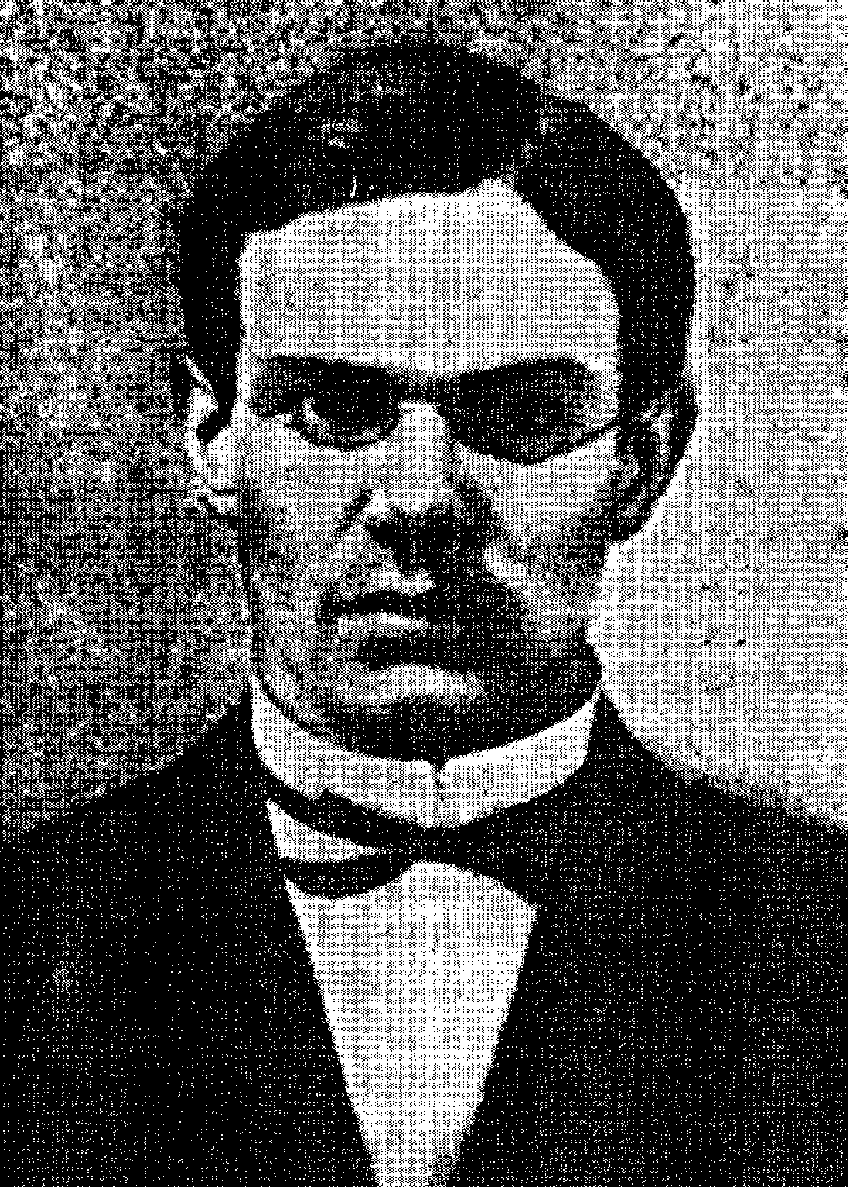
Zaïtsev en 1871.

Zaïtsev caresse l'ambition de devenir professeur : pour ce faire, il lui faut obtenir une maîtrise en chimie, normalement décernée par la Faculté de physique et de mathématiques de l'université après deux ans d'études supplémentaires et une nouvelle thèse. En tant que caméraliste de formation, il n'est cependant pas habilité à recevoir ce diplôme de la part de la Faculté : la seule manière de contourner cette difficulté consiste à décrocher un doctorat de la part d'une université étrangère. Aussi couche-t-il sur le papier les résultats obtenus à Marbourg auprès d'Hermann Kolbe, avant de les faire examiner par l'université de Leipzig, où enseigne ce même Kolbe : probablement sous l'influence de ce dernier, il obtient son doctorat en 1866. C'est peut-être de cette époque que date son inimitié avec un autre disciple de Boutlerov, Vladimir Markovnikov, qui étudie alors dans les laboratoires de Kolbe à Leipzig, et dont les convictions nationalistes s'accommodent sans doute mal du recours par Zaïtsev à un doctorat étranger pour passer outre aux règles d'obtention de la maîtrise russe. Cette réticence est partagée par plusieurs membres de la Faculté de physique et de mathématiques de l'université de Kazan, qui se refusent initialement à lui accorder la maîtrise : seule l'intervention de Boutlerov lui permet de présenter sa thèse sur les composés soufrés, rédigée dans la première moitié de l'année 1867, et de se voir enfin décerner la maîtrise en décembre de l'année suivante.
Ce succès survient dans un contexte particulier : Boutlerov, qui a accepté la chaire de chimie de l'université de Saint-Pétersbourg, se prépare à quitter Kazan en laissant vacante sa propre chaire. Markovnikov, qui a déjà assuré la suppléance du maître lors de ses absences à l'étranger, est naturellement pressenti pour lui succéder, mais son caractère emporté et ses idées politiques progressistes inquiètent l'administration de l'université. Pour limiter son influence, il est décidé de recréer une seconde chaire de chimie, qui a déjà existé par le passé, et de l'attribuer à un autre étudiant de Boutlerov. Le choix de l'université se porte d'abord sur Alexandre Nikolaïevitch Popov, né en 1840, auteur d'une thèse remarquée sur la théorie des structures chimiques, mais celui-ci, recruté comme professeur de chimie par l'université de Varsovie, part se perfectionner à Bonn auprès de Friedrich Kekulé en vue de ce nouveau poste (de santé fragile, il mourra en 1881 sans héritage scientifique notable). Reste Zaïtsev, chaudement recommandé par Boutlerov et dont les tendances conservatrices rassurent ses supérieurs : il est nommé à la seconde chaire en janvier 1869. Il assure les cours publics en chimie organique et minérale ainsi que les travaux pratiques en chime organique et analytique, laissant à Markovnikov (qui refuse de lui adresser la parole) les cours spéciaux en chimie organique et les travaux pratiques en chimie organique et analytique pour ses propres étudiants. Il attire bientôt autour de lui un nombre important d'assistants de laboratoire, quoique jamais autant que son rival.

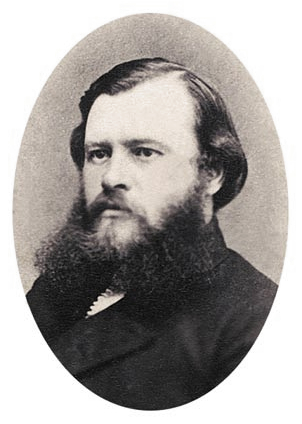
Vladimir Markovnikov en 1870.

Pour finaliser son accession au rang de professeur, il doit de nouveau présenter une thèse doctorale, ce qu'il fait en 1870 avec une étude sur la réduction des acides gras en alcools primaires. Son principal examinateur s'avère être Markovnikov, qui a soumis sa propre thèse en avril 1869 avant d'être nommé professeur extraordinaire (mai 1869) puis ordinaire (printemps 1870). Apparemment positive malgré un ton assez condescendant, l'appréciation qu'il donne du travail de Zaïtsev se lit entre les lignes comme une critique en règle (à l'opposé de l'appréciation très laudative qu'avait donnée Zaïtsev du travail de Markovnikov). C'est une nouvelle fois grâce à l'intervention de Boutlerov, qui connaît l'antipathie entre les deux hommes, que Zaïtsev obtient le titre de docteur en chimie : il est nommé professeur extraordinaire en novembre 1870, avant d'être promu professeur ordinaire l'année suivante. Ce succès est peut-être l'un des facteurs qui conduisent Markovnikov à quitter l'université de Kazan moins de six semaines plus tard. Après son départ, Zaïtsev prend la direction des laboratoires de chimie de l'institution : il devra attendre 1884 pour se voir adjoindre un autre collègue de rang professoral, Flavian Flavitski (ru), également étudiant de Boutlerov, qui officiera en tant que professeur de chimie minérale.

### Professeur reconnu (1871-1910)
Zaïtsev occupe la chaire de chimie de l'université de Kazan jusqu'en 1910. Très actif, il publie plusieurs ouvrages, dont un traité de chimie organique de 477 pages (avec une préface de 42 pages) en 1878, et un autre, de 873 pages, en 1890 — il sera utilisé jusqu'en 1902. Zaïtsev est également l'un des premiers à rejoindre la Société russe de physique et de chimie (ru), dont il est président en 1905, 1908 et 1909 et vice-président en 1903 et 1910. En 1885, il est nommé membre correspondant de l'Académie des sciences, et en 1903, il est fait membre honoraire de l'université de Kiev. Suivant l'exemple de ses mentors Boutlerov et Kolbe, il ne rechigne pas aux travaux pratiques et apparaît fréquemment dans les laboratoires auprès de ses étudiants. Nombre de ces derniers fondent leurs propres écoles, et trois en particulier accèdent à une reconnaissance internationale : Iegor Wagner, développeur de la première synthèse générale d'alcools secondaires par réaction entre des composés de type dialkylzinc et des aldéhydes (et pionnier de l'étude des réarrangements,) ;  Sergueï Réformatski, découvreur de la réaction de Réformatski ; et Alexandre Arbouzov (en), spécialiste des composés organophosphorés.
Alexandre Zaïtsev meurt le 19 août 1910 (1er septembre dans le calendrier grégorien) à Kazan. Alexandre Arbouzov prend sa succession à la chaire de chimie en 1911.

## Travaux

### Chimie du soufre
La découverte des sulfoxydes est aujourd'hui considérée comme la principale contribution de Zaïtsev au développement de la chimie organique moderne. C'est durant ses années d'étudiant auprès de Kolbe à Marbourg qu'il synthétise pour la première fois ces composés en oxydant des sulfures par de l'acide nitrique. Si l'utilité des sulfoxydes comme intermédiaires de synthèse n'est pas immédiatement reconnue, ceux-ci prennent tout leur intérêt dans la seconde moitié du XXe siècle, avec la mise au point par Corey d'une méthode de préparation d'ylure de phosphore à partir de diméthylsulfoxyde. Ils sont aujourd'hui couramment utilisés en synthèse organique.

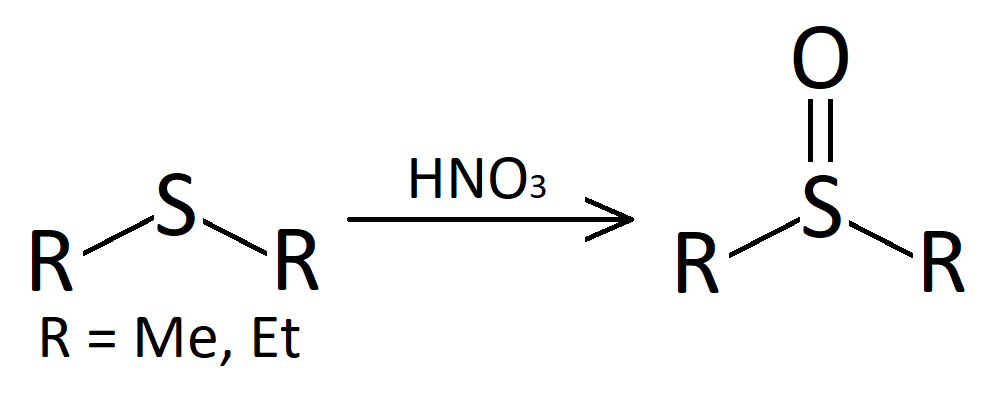
Synthèse des sulfoxydes mise au point par Zaïtsev.

Durant ses années auprès de Kolbe, Zaïtsev découvre également les sels de sulfonium. Leur utilité est démontrée dans les années 1960 par Corey et Chaykovsky, dont les travaux sur les ylures de sulfonium ouvrent de nouvelles voies d'époxydation et de cyclopropanation — applications très recherchées en chimie organique moderne.

### Chimie des alcools

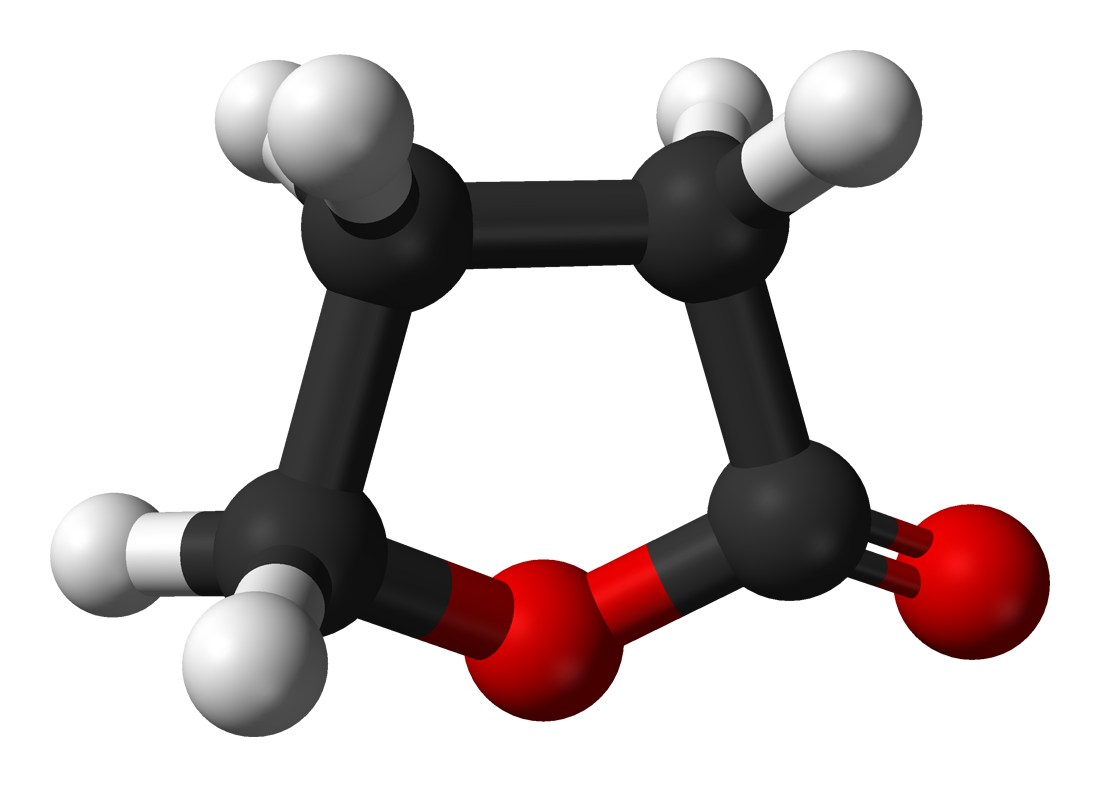
La gamma-butyrolactone, dont Zaïtsev réalise la première synthèse.

La majeure partie des publications de Zaïtsev touche à la chimie des alcools, domaine où il s'emploie à suivre la voie de son mentor Boutlerov. Sa première contribution indépendante sur le sujet porte sur la réduction des chlorures d'acyle en alcools primaires en présence d'amalgame de sodium à 3 % dans de l'éther sec, avec utilisation d'acide acétique comme agent tampon et source d'hydrogène. En appliquant cette réduction au chlorure de succinyle, il découvre un nouveau produit qu'il identifie dans un premier temps comme le succinaldéhyde (en), ce qui éveille son intérêt car sa présence prouverait l'existence d'intermédiaires aldéhydes dans le processus de réaction : après des analyses plus poussées, il s'avère toutefois qu'il s'agit de gamma-butyrolactone, jamais synthétisée jusqu'alors. Dans l'industrie chimique contemporaine, ce composé est utilisé comme solvant dans une large gamme d'applications, en particulier en désencrage : il est synthétisé par hydrogénation catalytique d'anhydride succinique (en) ou maléique en phase gazeuse, ce qui s'inscrit dans une certaine continuité historique avec la synthèse originelle de Zaïtsev par réduction d'un dérivé d'acide succinique. Dans un registre moins noble, la gamma-butyrolactone est également détournée comme stupéfiant à effet de soumission chimique (« drogue du viol »).
Les travaux de Zaïtsev sur la synthèse d'alcools par action de dialkylzincs constituent un autre apport majeur à la synthèse organique. Probablement sous la double influence de Boutlerov, qui synthétise en 1864 le premier alcool tertiaire (le tert-butanol) par réaction entre le phosgène et le diméthylzinc, et de Kolbe, qui a prédit théoriquement l'existence de cette classe d'alcools quatre ans plus tôt, Zaïtsev décide d'approfondir et de généraliser ce champ d'études. La méthode de Boutlerov s'applique déjà avec succès aux réactions entre un chlorure d'acyle et un dialkylzinc : Zaïtsev l'étend à tous les autres composés carbonylés, dont les cétones et autres dérivés d'acides. Il démontre ainsi que l'action du diméthylzinc ou du diéthylzinc sur une cétone ou un ester permet d'obtenir un alcool tertiaire, tandis que son frère Mikhaïl Mikhaïlovitch montre que l'action d'un dialkylzinc sur un aldéhyde donne une cétone. Zaïtsev montre aussi que dans certains cas, la réaction dialkylzinc-cétone peut donner un alcool secondaire au lieu de l'alcool tertiaire escompté. Ces résultats, et la méthode de synthèse dite de Zaïtsev-Boutlerov qui s'ensuit, font référence pour la préparation des alcools pendant un quart de siècle, jusqu'à ce que Grignard découvre en 1900 les halogénures organomagnésiens et la réaction qui porte son nom. Les dialkylzincs sont remis à l'honneur dans les années 1980 par le futur prix Nobel Noyori, qui les utilise en combinaison avec des aldéhydes et un catalyseur aminoalcoolique pour produire des alcools secondaires par synthèse asymétrique.

### Règle de Zaïtsev
Malgré ses importants apports en chimie des composés soufrés et des alcools, Zaïtsev est surtout connu pour sa règle empirique sur les réactions d'élimination, publiée en 1875 dans les Liebig's Annalen der Chemie und Pharmacie : celle-ci énonce que l'élimination d'un halogénure d'hydrogène sur un halogénoalcane donne l'alcène le plus substitué. Zaïtsev s'intéresse probablement au sujet après avoir pris connaissance de la thèse doctorale de Markovnikov, qui laisse entendre que l'élimination, en tant que réaction opposée à l'addition, devrait donner le contraire (élimination dite aujourd'hui de Hofmann). Il est possible que la rivalité entre les deux hommes ait motivé Zaïtsev à se pencher sur la question.

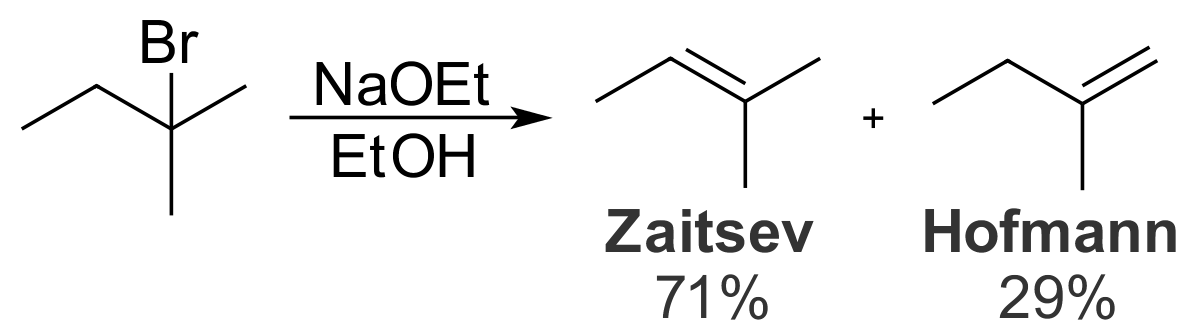
Illustration de la règle de Zaïtsev sur la déshydrobromation du 2-bromo-2-méthylbutane : l'élimination conduit majoritairement à l'alcène le plus substitué, dit de Zaïtsev, au détriment de l'alcène le moins substitué, dit de Hofmann.

Pour formuler sa règle, initialement restreinte à la déshydrohalogénation des iodoalcanes, Zaïtsev s'appuie largement sur des données déjà publiées à l'époque, ainsi que sur des expériences menées par ses étudiants Grabovski et Wagner. Il est peut-être également influencé par le travail d'Alexandre Popov, qui, dans une lettre envoyée à Boutlerov en décembre 1871, postulait l'existence d'une règle similaire pour l'oxydation du 2-méthylbutan-2-ol : l'année suivante, il publiait un article sur l'oxydation des cétones par l'acide chromique où il mentionnait la possibilité d'une élimination du 3-méthylbutan-2-ol en alcène trisubstitué comme première étape possible d'une rupture menant à la formation d'acétone et d'acide acétique, et en 1873, il reprenait cet exemple dans une conférence à l'université de Kazan — où il supposait en outre que ses conclusions sur les déshydratations étaient potentiellement généralisables aux déshydrohalogénations. Zaïtsev a connaissance de l'article de Popov, qu'il a déjà cité dans une publication avec Wagner, mais il n'y fait pas référence dans son propre article de 1875 (qui ne mentionne que Wagner et Grabovski). Les raisons de cette omission sont obscures : il est probable que Zaïtsev n'ait pas jugé utile de citer des travaux qui n'avaient qu'un lointain rapport avec ses propres réflexions.